# Рагуиб, Салли
Салли Рагуиб (род. 8 сентября 1996, Джибути) — джибутийская дзюдоистка, представительница лёгкой весовой категории. Выступала за сборную Джибути по дзюдо в период 2011—2012 годов, бронзовая призёрка Панарабских игр в Дохе, участница летних Олимпийских игр в Лондоне.

## Биография
Салли Рагуиб родилась 8 сентября 1996 года в городе Джибути.
Первого серьёзного успеха на взрослом международном уровне добилась в сезоне 2011 года, когда вошла в основной состав джибутийской национальной сборной и побывала на Панарабских играх в Дохе, откуда привезла награду бронзового достоинства, выигранную в зачёте лёгкой весовой категории.
Благодаря череде удачных выступлений удостоилась права защищать честь страны на летних Олимпийских играх 2012 года в Лондоне — попала в число участников, получив специальное приглашение МОК. Отправилась на Игры в составе делегации, куда также вошли четыре спортсмена из других видов спорта. Соревнуясь в категории до 57 кг, уже в первом поединке на стадии 1/8 финала потерпела поражение от румынки Корины Кэприориу и тем самым лишилась всяких шансов на попадание в число призёров.
После Олимпиады Рагуиб больше не показывала сколько-нибудь значимых результатов в дзюдо на международной арене.